# PZL-130 Orlik
PZL-130 Orlik („Orlík“) je polský jednomotorový turbovrtulový dvoumístný cvičný letoun. 

## Vznik a vývoj
Typ P-130 byl v závodě PZL Warszawa-Okecie vyvinut pro Polské letectvo jako náhrada licenčního typu PZL-110 Koliber, který by také splňoval podmínky amerického standardu FAR 23. Vedoucím projektu byl hlavní konstruktér závodu Andrzej Frydrychewicz, kterého v roce 1982 vystřídal Ing. Tomasz Wolf. Typ měl být vybaven křídlem s vysokou štíhlostí aby dokázal lépe napodobit letové vlastnosti proudových stíhaček.:s.167–170 Typ byl původně navržen se sovětským hvězdicovým motorem Vedenějev M-14Pm, s úmyslem nahradit jej u sériových kusů polskou licenční kopií motoru Ivčenko AI-14.:s.170  První letový prototyp (výr. č. 002, imatrikulace SP-PCA) zalétal Witołd Łukomski 12. října 1984, následován druhým (004) v prosinci téhož roku a třetím (003) 12. ledna 1985.:s.170
Ačkoliv vojenské letectvo Polska předpokládalo, že pohon jím provozovaných PZL-130 zajistí hvězdicové motory domácí výroby, firma PZL nezávisle na něm plánovala vývoj turbovrtulové verze PZL-130T Turbo Orlik určené na vývoz.:s.172 Třetí prototyp (003) byl proto v kanadské firmě Airtech-Canada se sídlem v Peterborough upraven pro použití kanadského motoru Pratt & Whitney PT6A-25A o výkonu 410 kW (550 shp), s nímž poprvé vzlétl zkušební pilot Jerzy Wojnar 16. července 1986. Již v lednu 1987 byl zničen pilotem Bogdanem Wolskim při havárii během předvádění zástupcům Kolumbijského letectva.
V podniku PZL Varšava-Okeçie byly dále vyrobeny další dva letouny, které měly posloužit k testům u polského letectva. Stroj výrobního čísla 005 byl osazen původním motorem M-14Pm, zatímco 006 licenčním motorem K8-AA.
Dne 12. ledna 1989 byl zalétán další prototyp již s turbovrtulovým pohonem, PZL-130TM (007) s československým agregátem Walter M-601E o výkonu 750 koní na hřídeli (551,6 kW) s pětilistou vrtulí Avia V-510. Po úspěšných zkouškách byly na standard PZL-130TM modifikovány také prototypy 005 a 006. V roce 1990 vzlétl PZL-130TP (008) s motorem PT6A-25A.
Následující prototyp 009, který poprvé vzlétl 17. září 1991, byl vybaven pohonnou jednotkou M-601T, přepracovaným překrytem kokpitů a křídlem s větším rozpětím. Na základě tohoto prototypu vznikly sériové stroje pro polské letectvo, které obdržely označení PZL-130TB.
Dne 23. června 1993 poprvé vzlétla verze PZL-130TC s motorem PT6A-62 o výkonu 699 kW, následovaná variantou PZL-130TC-II s pohonnou jednotkou PT6A-25C o výkonu 551 kW opatřenou čtyřlistou vrtulí Hartzel D4N. Letové zkoušky byly zahájeny v roce 2004.

## Operační historie
Dodávky prvních osmi strojů PZL-130TB započaly v roce 1994, nejprve 60. leteckému cvičnému pluku v Radomi. Druhá série Orliků byla dodána letecké akademii v Dęblinu ve zdokonalené variantě PZL-130TC-1 s lepšími vystřelovacími sedadly Martin Baker Mk.11PL a modernizovanou avionikou. Do roku 1998 byly na tuto verzi upraveny všechny PZL-130TB.

## Varianty

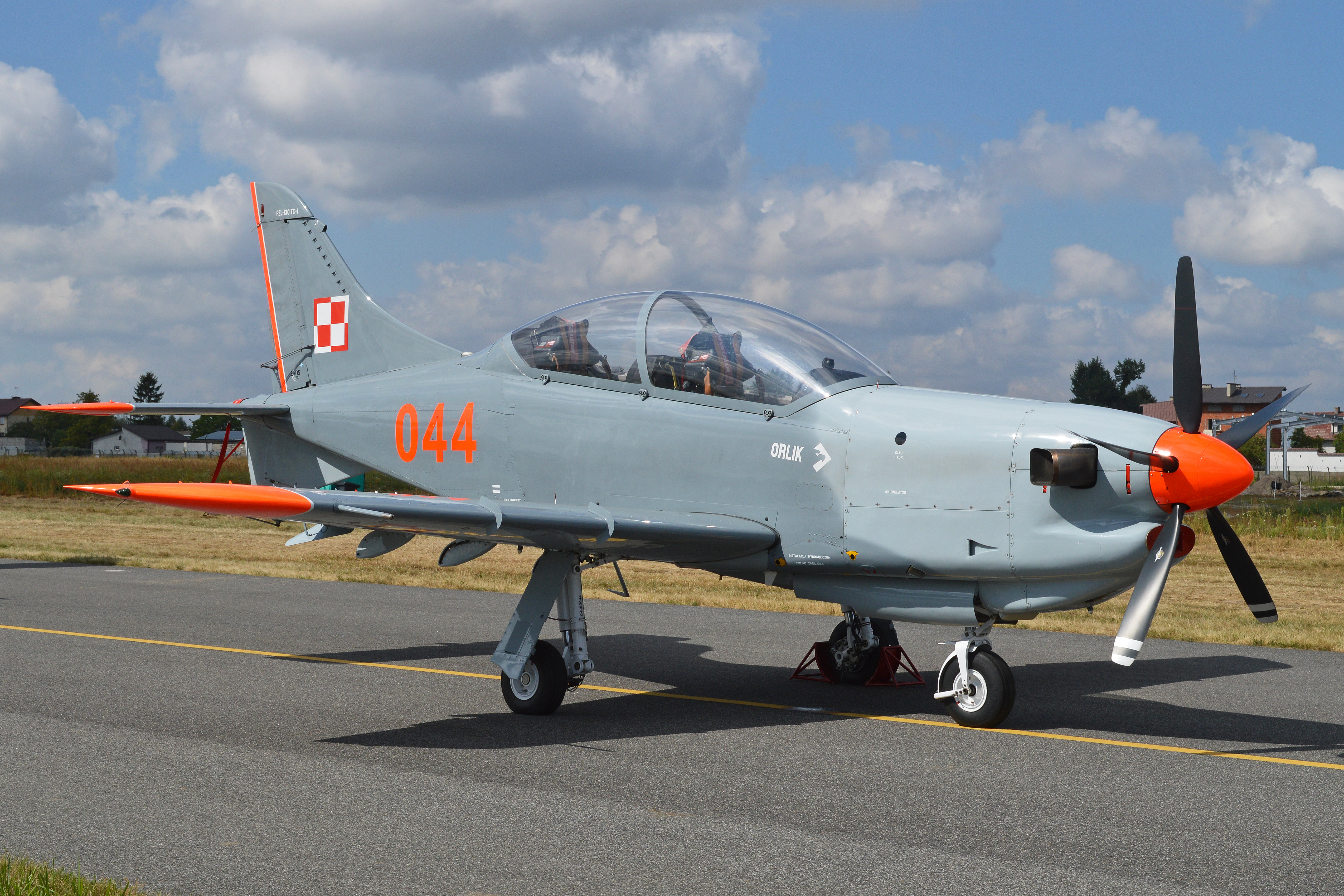
PZL-130TC-I

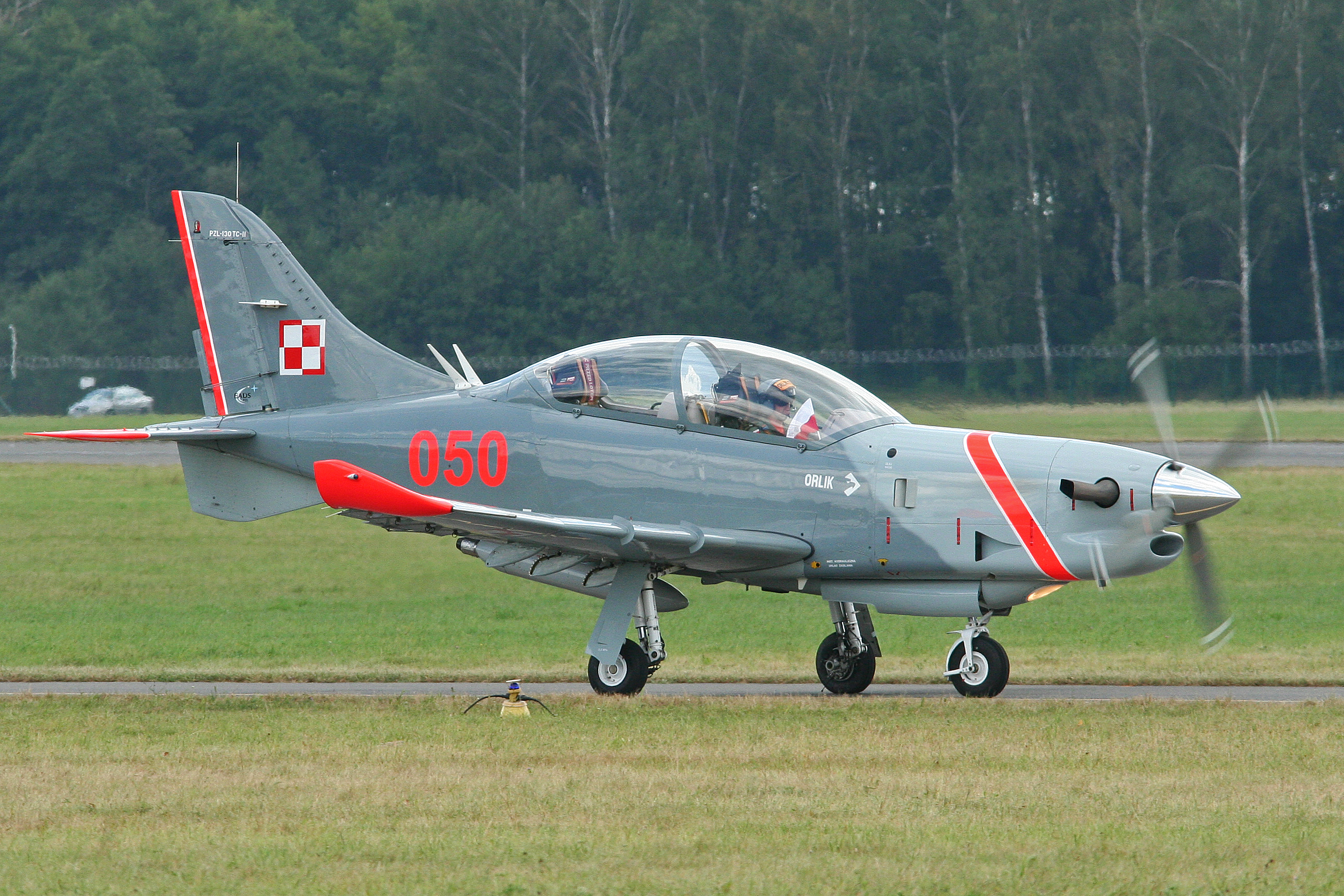
PZL-130TC-II

PZL-130 Orlik
Původní prototyp s pístovým motorem Vedenějev M-14Pm
PZL-130T Turbo Orlik
Verze  s turbovrtulovým motorem Pratt & Whitney Canada PT6A-25A
PZL-130TM Orlik
Verze s turbovrtulovým motorem Walter M601E
PZL-130TB Orlik
Verze s turbovrtulovým motorem Walter M601T
PZL-130TC-I Orlik
Verze s vystřelovacími sedadly Martin-Baker Mk.11PL (funkčními při nulové výšce a rychlosti) a modernizovanou avionikou
PZL-130TC-II Orlik (Garmin)
Varianta s motorem PT6A-25C, přidanými winglety, avionikou Garmin a upravenou pozicí sedačky instruktora
PZL-130TC-III Orlik
Varianta se skleněným kokpitem a průhledovým displejem (HUD), s firemním označením  Orlik MPT (Multi Purpose Trainer, ~ víceúčelový cvičný letoun)

## Uživatelé
- Polsko
  - Polské letectvo
  - Polské námořnictvo (Námořní letecká brigáda) – dříve

## Specifikace (PZL-130TC-II Orlik)

Třípohledový výkres

### Technické údaje
- Osádka: 2 (instruktor a žák)
- Délka: 9,3 m
- Rozpětí: 10 m
- Výška: 3,53 m
- Nosná plocha: 14,6 m²
- Prázdná hmotnost: 1 825 kg
- Vzletová hmotnost: 2 950 kg
- Pohonná jednotka: 1 × turbovrtulový motor Pratt & Whitney Canada PT6A-25C
- Výkon pohonné jednotky: 560 kW (750 shp)

### Výkony
- Maximální rychlost: 480 km/h
- Cestovní rychlost: 300 km/h
- Dolet: 1 170 km
- Praktický dostup: 10 000 m
- Stoupavost: 14,0 m/s

### Výzbroj
- 6 × závěsník s celkovou nosností 700 kg